# Sphaerodactylus beattyi
Sphaerodactylus beattyi är en ödleart som beskrevs av  Grant 1937. Sphaerodactylus beattyi ingår i släktet Sphaerodactylus och familjen geckoödlor.

## Underarter
Arten delas in i följande underarter:
- S. b. seamani
- S. b. beattyi